# Le Haut-Soultzbach
Le Haut-Soultzbach es una comuna nueva francesa situada en el departamento de Alto Rin, de la región de Gran Este.

## Historia
Fue creada el 1 de enero de 2016, en aplicación de una resolución del prefecto de Alto Rin de 23 de octubre de 2015 con la unión de las comunas de Mortzwiller y Soppe-le-Haut, pasando a estar el ayuntamiento en la antigua comuna de Mortzwiller.

## Demografía
| Gráfica de evolución demográfica de Le Haut-Soultzbach entre 1800 y 2013 |
|                                                                          |

Los datos entre 1800 y 2013 son el resultado de sumar los parciales de las dos comunas que forman la nueva comuna de Le Haut-Soultzbach, cuyos datos se han cogido de 1800 a 1999, para las comunas de Mortzwiller y Soppe-le-Haut de la página francesa EHESS/Cassini. Los demás datos se han cogido de la página del INSEE.

## Composición
| Comuna delegada | Código INSEE | Población (2013) | Superficie (km²) | Densidad (hab./km²) |
| --------------- | ------------ | ---------------- | ---------------- | ------------------- |
| Mortzwiller     | 68219        | 336              | 4.23             | 79                  |
| Soppe-le-Haut   | 68314        | 567              | 7.37             | 77                  |